# 紅蜘蛛女
『紅蜘蛛女』（べにぐもおんな,原題：禁室培慾之愛的俘虜）は、香港を舞台に作成されたアダルトホラー映画。2005年に香港、2006年に日本で上映された。主演は坂上香織とトニー・ホー。

## あらすじ
浮気した旦那を包丁でメッタ刺しにして殺害した由美は、かつて夫と愛をはぐくんだ思い出の地・香港を訪れた。
そこで彼女は偶然中国人カメラマンのケニーと知り合い、その日のうちに結ばれる。
ケニーに恋人がいると知った由美は嫉妬に狂い、彼を誘き寄せて鎖で監禁する。由美は逃げようとした彼の親指を切り取るなどの異常行動を取る一方、夜な夜なセックスを強要し、またある時は優しい妻の顔を見せる。
そして、彼を探しに来た恋人は由美に包丁で惨殺される。

## スタッフ
- 監督:ン・マンチン
- 脚本:サム・レオン,ウイニー・チャン
- 音楽:国広和毅

## 余談
坂上香織は狂気に満ちた女の妖艶さと残酷さを見事に演じている。
本作のストーリー展開（狂った女が好きな男を鎖で監禁したり、男の足に怪我を負わせるなど）はスティーブン・キングの『ミザリー』(1987年)を意図したものになっている。